# سولومون ماك
سولومون ماك (بالإنجليزية: Solomon Mack)‏ هو كاتب أمريكي، ولد في 1732، وتوفي في 1820.